# José Benito Barros
José Benito Barros Palomino (* 21. März 1915 in El Banco, Magdalena; † 12. Mai 2007 in Santa Marta) war ein kolumbianischer Komponist.
Barros wuchs nach dem frühen Tod seiner Eltern bei einer Tante auf. Schon in seiner Kindheit fiel sein musikalisches Talent als Sänger auf, und er erlernte autodidaktisch das Gitarrespiel. Er fuhr zur See und versuchte sich als Goldsucher, bevor er einen Wettbewerb von Voz de Antioquia mit dem Lied El Minero gewann.
In den 1950er Jahren lebte er in Bogotá, wo er den Musiker Jesús Lara Pérez „Tumbelé“ kennenlernte und u. a. seinen berühmten El gallo tuerto komponierte. Sein Ruf verbreitete sich nach Panama, Mexiko und Argentinien, und Barros begann, für die Musiker, die er in diesen Ländern kennengelernt hatte, Rancheras und Tangos zu komponieren.
Anfang der 1960er Jahre zog er sich aus gesundheitlichen Gründen nach El Banco zurück. 1975 gründete er hier mit Freunden das Festival de la Cumbia, für das er die emblematische Cumbia La piragua komponierte. Mit mehr als 800 Paseos, Cumbias, Porros, Boleros, Tangos, Currulaos, Puyas, Merengues und Garabatos wurde Barros neben Pacho Galán, Luis Uribe und Lucho Bermúdez, mit denen er auch gelegentlich zusammenarbeitete, zum bedeutendsten Komponisten kolumbianischer Volksmusik. 
1985 erhielt er den Orden Nacional al Mérito; die Sociedad de Autores y Compositores de Colombia (SAYCO), zu deren Gründungsmitgliedern er gehörte, verlieh ihm 1995 ihre höchste Auszeichnung, das El Pentagrama SAYCO de oro.

## Werke
- Paseos 
  - El viajero
  - Las Pilanderas
  - Momposina
  - El Chupaflor
  - La Pava
  - La llorona loca
  - El Guere-Guere
  - Arbolito de Navidad
  - Pajarillo montañero
  - Me voy de la vida
- Cumbias 
  - Navidad Negra
  - El Pescador
  - La Piragua
  - Violencia
  - El Minero
  - Caminito de Luna
  - Juana Rosa Mana
  - Justiniana la ventanera
- Porros 
  - El Gallo Tuerto
  - Palmira señorial
  - El Tigre de Torrecilla
- Pasillos 
  - Pesares
  - Divagando
- Boleros 
  - A la orilla del mar
  - Busco tu recuerdo
  - Carnaval
- Tangos 
  - Cantinero sirva trago
  - Bandoneón
- Currulaos 
  - Paloma Morena
- Puyas 
  - Ají Picante
- Merengues 
  - Corazón atormentado
  - Juanita
- Garabatos 
  - Estás delirando
  - Los pesares de tu vida

| Personendaten    | Personendaten                                     |
| ---------------- | ------------------------------------------------- |
| NAME             | Barros, José Benito                               |
| ALTERNATIVNAMEN  | Barros Palomino, José Benito (vollständiger Name) |
| KURZBESCHREIBUNG | kolumbianischer Komponist                         |
| GEBURTSDATUM     | 21. März 1915                                     |
| GEBURTSORT       | El Banco, Magdalena                               |
| STERBEDATUM      | 12. Mai 2007                                      |
| STERBEORT        | Santa Marta                                       |